# Caradrina debilis
Caradrina debilis är en fjärilsart som beskrevs av Charles Boursin 1936. Caradrina debilis ingår i släktet Caradrina och familjen nattflyn. Inga underarter finns listade i Catalogue of Life.